# 金越光

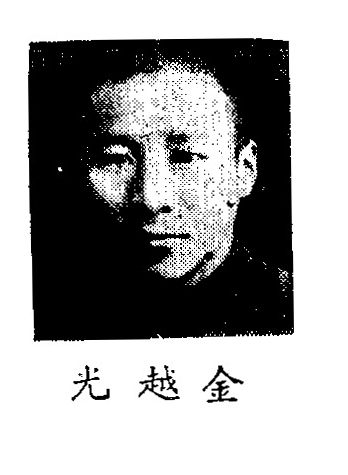
制憲國民大會代表金越光

金越光（1902年—2000年1月2日），浙江於潜人，曾任中华民国第一届监察委员、中国国民党中央评议委员会委员、中國國民黨浙江省黨部執行委員書記長、浙西辦事處主任、浙江省臨時參議會參議員、浙江省參議會參議員、制憲國民大會代表。中國文化學院政治經濟系畢業。